# دیوی مارتین
دیوی مارتین (انگلیسی: Dewey Martin؛ زادهٔ ۸ دسامبر ۱۹۲۳) یک هنرپیشه، و بازیگر سینما اهل ایالات متحده آمریکا است. وی بین سال‌های ۱۹۴۸ تا ۱۹۷۸ میلادی فعالیت می‌کرد.
از فیلم‌ها یا برنامه‌های تلویزیونی که وی در آن نقش داشته است می‌توان به چیزی از دنیای دیگر، میدان جنگ، سرزمین فراعنه و ساعات ناامیدی اشاره کرد.

## زندگی شخصی
مارتین با ماردی هاولهرست از پورتلند، اورگان ازدواج کرد. آنها در سال ۱۹۵۵ طلاق گرفتند. او بعداً به مدت دو سال با خواننده پگی لی ازدواج کرد که این ازدواج هم به طلاق ختم شد